# استفن کارل
استفن کارل (انگلیسی: Steffen Karl؛ زادهٔ ۳ فوریهٔ ۱۹۷۰) بازیکن فوتبال اهل آلمان است.
از باشگاه‌هایی که در آن بازی کرده است می‌توان به باشگاه فوتبال لوکوموتیو صوفیه، باشگاه فوتبال منچستر سیتی، باشگاه فوتبال وولرنگا، باشگاه فوتبال هالشر، باشگاه فوتبال سیون، باشگاه فوتبال بروسیا دورتموند، باشگاه فوتبال هرتابرلین، باشگاه فوتبال سن پائولی، و باشگاه فوتبال کمنیتس اشاره کرد.
وی همچنین در تیم ملی فوتبال زیر ۲۱ سال آلمان بازی کرده است.